# XXVI Giochi olimpici invernali
I XXVI Giochi olimpici invernali (in francese XXVIes Jeux olympiques d'hiver), noti anche come Alpi francesi 2030, si terranno nelle Alpi francesi, in Francia, dall'8 al 24 febbraio 2030.
L'assegnazione dell'evento è stata ufficializzata il 24 luglio 2024 seppur in attesa delle necessarie garanzie finanziarie, poi presentate all'inizio del successivo mese di ottobre. Saranno i quarti Giochi invernali che si terranno in Francia, dopo le edizioni di Chamonix-Mont-Blanc 1924, Grenoble 1968 e Albertville 1992.

## Assegnazione
Dopo la fase di dialogo mirato, cui avevano partecipato anche altre potenziali candidate (Salt Lake City, Stoccolma-Åre e la Svizzera), la regione delle Alpi francesi è stata ufficializzata come sede dei Giochi invernali del 2030 durante la 142ª sessione del CIO svoltasi a Parigi il 24 luglio 2024, con 84 voti a favore, 4 contrari e 7 astensioni.
Nella medesima occasione è stata assegnata a Salt Lake City in Utah l'organizzazione dell'edizione successiva.

## Sviluppo e preparazione

### Sedi di gara

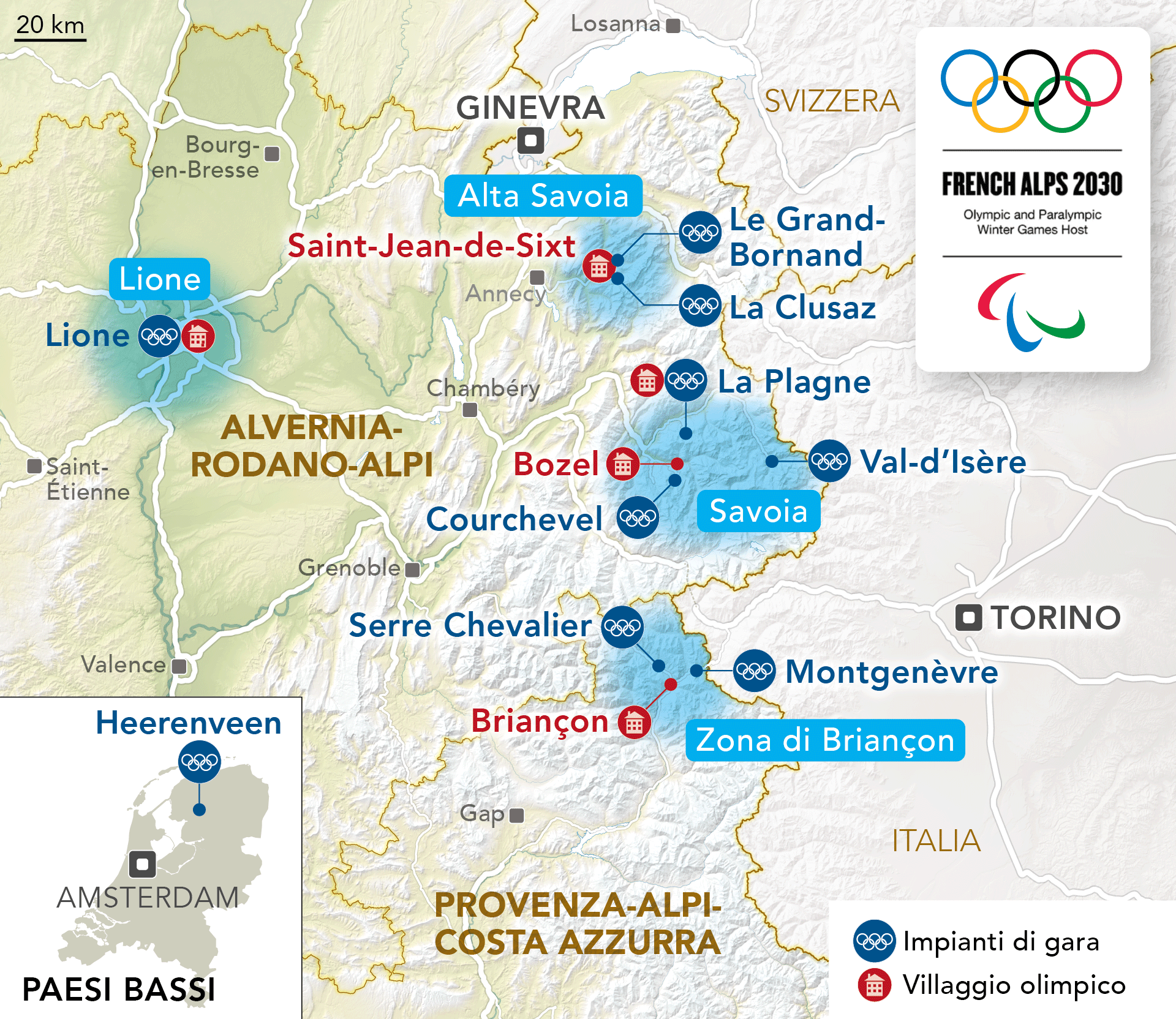
Mappa delle sedi dei Giochi invernali 2030 nelle Alpi francesi

La localizzazione degli impianti di gara e delle strutture di supporto è organizzata in quattro zone, oltre alla sede delle gare di pattinaggio di velocità individuata a Torino, in Italia. Al momento della selezione era ancora da scegliere la sede della cerimonia d'apertura (in una località a scelta tra Albertville, Chamonix-Mont-Blanc e Grenoble).
|  | Impianti in funzione |  | Impianti in progetto o da ristrutturare |

#### Alta Savoia
| Città            | Impianto             | Capacità | Inaugurazione             | Sport        |
| ---------------- | -------------------- | -------- | ------------------------- | ------------ |
| Le Grand Bornand | Stade Sylvie Becaert | 20 000   | 2010 (rinnovato nel 2023) | Biathlon     |
| La Clusaz        | Les Confins          | 12 500   | pre-1980                  | Sci di fondo |

Strutture aggiuntive:
- Le Grand Bornand - villaggio olimpico 3 (Chinaillon, in costruzione, 700 posti letto)

#### Savoia
| Città              | Impianto            | Capacità | Inaugurazione                             | Sport                                 |
| ------------------ | ------------------- | -------- | ----------------------------------------- | ------------------------------------- |
| Courchevel-Le Praz | Piste de l'Eclipse  | 14 500   | 2020/2021                                 | Sci alpino (maschile)                 |
| Courchevel-Le Praz | Trampolino del Praz | 9 700    | 1990 (rinnovato nel 2021)                 | Salto con gli sci                     |
| Courchevel-Le Praz | Trampolino del Praz | 9 700    | 1990 (rinnovato nel 2021)                 | Combinata nordica (salto con gli sci) |
| Méribel            | Roc de Fer          | 15 500   | 1990 (rinnovato nel 2021)                 | Sci alpino (femminile)                |
| Méribel            | Altiport            | 9 700    | 1980                                      | Combinata nordica (sci di fondo)      |
| La Plagne          | Piste de La Plagne  | 12 000   | 1990 (lavori per l'omologazione nel 2023) | Bob                                   |
| La Plagne          | Piste de La Plagne  | 12 000   | 1990 (lavori per l'omologazione nel 2023) | Skeleton                              |
| La Plagne          | Piste de La Plagne  | 12 000   | 1990 (lavori per l'omologazione nel 2023) | Slittino                              |

Strutture aggiuntive:
- Bozel - villaggio olimpico 5 (nuovo, 700 posti letto)
- La Plagne - villaggio olimpico 4 (Hotel Club Med, da ristrutturare, 600 posti letto)

#### Zona di Briançon
| Città           | Impianto   | Capacità | Inaugurazione | Sport     |
| --------------- | ---------- | -------- | ------------- | --------- |
| Montgenèvre     | Envers     | 8 000    | -             | Freestyle |
| Montgenèvre     | Envers     | 8 000    | -             | Snowboard |
| Serre Chevalier | Villeneuve | 6 500    | -             | Freestyle |
| Serre Chevalier | Villeneuve | 6 500    | -             | Snowboard |

Strutture aggiuntive:
- Briançon - villaggio olimpico 2 (Fort des Têtes, da ristrutturare, 1 250 posti letto)

#### Nizza
| Città | Impianto              | Capacità                 | Inaugurazione              | Sport                 |
| ----- | --------------------- | ------------------------ | -------------------------- | --------------------- |
| Nizza | Allianz Riviera       | 15 500                   | 2013                       | Hockey su ghiaccio    |
| Nizza | Plaine du Var         | 8 000-10 000 (poi 5 000) | prevista in settembre 2029 | Pattinaggio di figura |
| Nizza | Plaine du Var         | 8 000-10 000 (poi 5 000) | prevista in settembre 2029 | Short track           |
| Nizza | Palais Nikaïa         | 4 000                    | 2001                       | Curling               |
| Nizza | Promenade des Anglais |                          | -                          | Cerimonia di chiusura |

Strutture aggiuntive:
- Nizza - media centre (Marché d'Intéret National Fleurs, da ristrutturare entro il 2027), villaggio olimpico 1 (Eco-Valley, nuovo, 1 500 posti letto)

#### Torino, Italia
| Città  | Impianto      | Capacità | Inaugurazione | Sport                   |
| ------ | ------------- | -------- | ------------- | ----------------------- |
| Torino | Oval Lingotto | 8 500    | 2005          | Pattinaggio di velocità |